# Echo Voyager

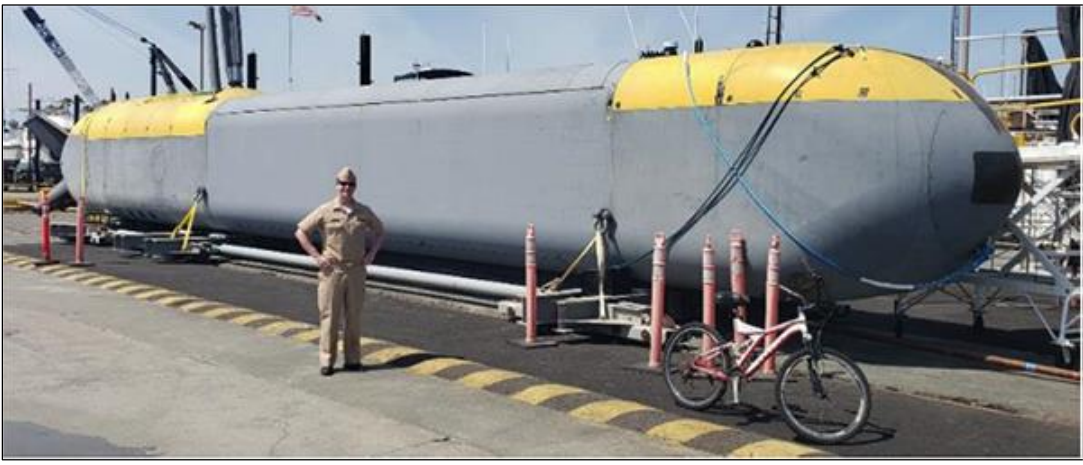

Echo Voyager är en amerikansk ubåtsdrönare tillverkad av Boeing. Drönaren är 15 meter lång och har en vikt på 50 ton. Drönaren kan dyka ner till 3000 meters djup och klarar att på egen hand navigera i världshaven utifrån förprogrammerade uppdrag. Ubåten drivs av batterier som behöver laddas var tredje dag, och detta görs med hjälp av en dieseldriven generator. Ubåten har en bränsletank på 4000 liter och klarar av en färd på 1200 mil innan den måste besöka en hamn.
Med hjälp av utbytbara moduler på ubåtens övre del, så kan olika typer av last bäras t.ex sensorer, minor eller missiler.
Den 5 juni 2017 meddelade Boeing att tester till havs av farkosten har påbörjats.